# Johann Christian Trömer

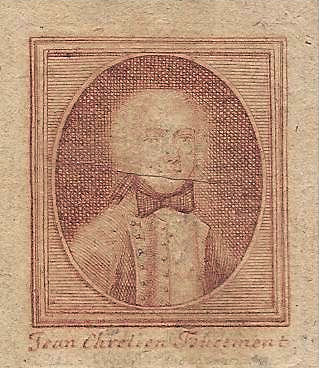
Johann Christian Trömer alias Jean Chretien Toucement

Johann Christian Trömer (auch Jean Chrétien Toucement; * 1697 in Dresden; † 1. Mai 1756 in Dresden) war ein unterhaltsamer französisch-deutscher Dialektdichter am Hofe Augusts des Starken.

## Leben
Trömer ist das historische Urbild des „Deutschfranzosen“, dem Gotthold Ephraim Lessing in der Minna von Barnhelm zur Unsterblichkeit verhalf. Obwohl gebürtiger Dresdner, ist so gut wie nichts über seine Jugend bekannt. Offenbar war er der Sohn eines französischen Soldaten in sächsischen Diensten. Zwar besaß er so gut wie keinerlei formelle Schulbildung, arbeitete jedoch in mehreren Buchhandlungen, wo er sich autodidaktisch einige Weltkenntnisse aneignen konnte. Als Kammerdiener verdingte er sich schon früh am sächsischen Hof in Weißenfels, kam jedoch bald wieder zurück ins heimatliche Dresden, wo ihn 1728 sein erster literarischer Wurf, Ehn curieuse Brief, auf Anhieb zu einer populären Figur am Hof Augusts des Starken machte.
Von nun an verbleibt er dauernd am Dresdner Hof, freilich nur in untergeordneter Position in der Dienerschaft, ist jedoch überall, auch auf Reisen, immer „mit dabei“. In stets gleichbleibendem Stil, in komischen Alexandrinern im deutsch-französischen Dialekt, trägt er laufend zur Unterhaltung der Hofgesellschaft bei. Nach jedem Hoffest, jeder Jagd, jedem Staatsbesuch berichtet der lustige „Deutschfranzose“ die Ereignisse, und zwar als reine kommentarlose Reportage, ohne jegliche pikareske Kritik. Seine Komik liegt allein im Dialekt. Es existieren nahezu hundert Einzeldrucke dieser populären Dichtungen, ebenso wie mehrere opulent illustrierte zeitgenössische Gesamtausgaben.

## Gesammelte Schriften
- Jean Chretien Toucement Deusch Francos Schrifften mit viel schön Kuffer Stück Kanss Complett. Nürnberg 1772 (letzte, vollständigste der fünf Sammelausgaben)

## Werk- und Literaturverzeichnis
- Johann Christian Trömer (1697-1756). In: Gerhard Dünnhaupt: Personalbibliographien zu den Drucken des Barock. Band 6: Speer – Zincgref. Die Register (= Hiersemanns bibliographische Handbücher 9, 6). 2. verbesserte und wesentlich vermehrte Auflage. Hiersemann, Stuttgart 1993, ISBN 3-7772-9305-9, S. 4083–4102.